# کلیسای سن ویتاله

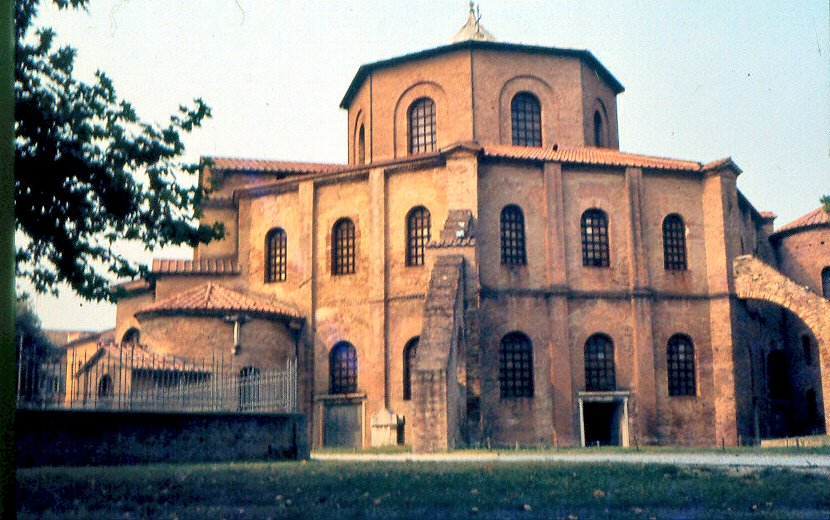
نمای بیرونی کلیسای سن ویتاله

کلیسای سن ویتاله یک کلیسا از دوران پسین‌‌باستان در راونا ایتالیا است. این کلیسای سده ششم میلادی، یک نمونهٔ مهم بازمانده از هنر و معماری بیزانس اولیهٔ مسیحی بوده و به‌ویژه موزاییک‌های آن، از جمله آثاری است که در هنر بیزانس بیشتر مورد پژوهش قرار گرفته است. این یکی از هشت بنای منطقهٔ راونا است که در فهرست میراث جهانی یونسکو ثبت شده‌است.
کتیبهٔ بنیادگذاری کلیسا، آن را به عنوان یک بازیلیکا معرفی می‌کند؛ اگرچه طراحی آن به شکل بازیلیکا نیست،  ولی در کلیسای کاتولیک رومی، به دلیل اهمیت تاریخی و کلیسایی، عنوان افتخاری بازیلیکا دارد.
موقعیت جغرافیایی و زمینه تاریخی
کلیسای سن ویتاله (San Vitale) در شهر تاریخی راونا در شمال شرقی ایتالیا واقع شده است. این شهر در قرن ششم میلادی یکی از مراکز سیاسی، مذهبی و فرهنگی مهم در قلمرو امپراتوری بیزانس در غرب به‌شمار می‌رفت. موقعیت جغرافیایی راونا، در نزدیکی دریای آدریاتیک، آن را به پلی ارتباطی میان شرق بیزانسی و غرب لاتین تبدیل کرده بود. کلیسا درون بافت تاریخی شهر قرار دارد، اما به دلیل فرم و مقیاس آن، در چشم‌انداز شهری برجسته و قابل‌تشخیص باقی مانده است. در نزدیکی این کلیسا، آرامگاه گالا پلاچیدیا (Galla Placidia) قرار دارد که نشان از تراکم بالای بناهای مذهبی در این ناحیه دارد.
ویژگی‌های معماری کلی
سن ویتاله یکی از برجسته‌ترین نمونه‌های معماری بیزانسی اولیه در غرب است. این بنا با تلفیق سنت‌های روم شرقی و غربی، نوعی ترکیب هنری-مذهبی ارائه می‌دهد که در ساختار کلی آن قابل مشاهده است. کلیسا دارای پلان مرکزی هشت‌ضلعی (octagonal) است که در تضاد با پلان‌های طولی کلیساهای غربی قرار دارد و تحت تأثیر معماری شرقی، به‌ویژه معماری قسطنطنیه، طراحی شده است. در مرکز پلان، فضای گنبدی قرار دارد که توسط هشت پایه و قوس‌هایی احاطه شده و گنبد بر این ساختار سوار شده است.
پلان و سازمان فضایی
پلان کلیسا هشت‌ضلعی است و از فرم سنتی بازیلیکای روم باستان فاصله دارد. در این پلان، دو رواق در طبقات بالا و پایین به صورت مدور پیرامون فضای مرکزی قرار گرفته‌اند که امکان حرکت پیرامون مرکز را فراهم می‌کنند و تجربه‌ای پویا از فضا ایجاد می‌شود. نارتکس (ورودی) به صورت اریب به کلیسا متصل شده که احتمالاً به دلیل محدودیت‌های سایت و جهت‌گیری مذهبی کلیسا نسبت به شرق بوده است. محراب یا apse در سمت شرقی قرار دارد و از نمای بیرونی به صورت یک برآمدگی نیم‌دایره‌ای دیده می‌شود.
نمای بیرونی
نمای بیرونی کلیسا در تضاد کامل با فضای داخلی تزئین‌شده‌ی آن، بسیار ساده و عاری از عناصر پرزرق‌وبرق است. این سادگی با استفاده از آجرهای محلی ایجاد شده و در ترکیب با قوس‌های آجری و پنجره‌های باریک با طاق‌های نیم‌دایره جلوه یافته است. نمای غربی ورودی، به دلیل اتصال اریب، کمی از محور اصلی بنا منحرف است که باعث ایجاد ورودی غیرمحوری شده است. ترکیب احجام مختلف، از جمله برآمدگی apse، برجستگی‌های جانبی و سطوح مختلف طبقات، فرمی ساده ولی دارای ریتم و عمق بصری به ساختمان داده‌اند. تناسبات هندسی دقیق میان ارتفاع و قطر پلان مرکزی نیز رعایت شده که بیانگر مهارت معمار در ایجاد تعادل بین سازه، عملکرد و زیبایی است.
تزئینات داخلی و موزاییک‌ها
فضای داخلی کلیسا یکی از غنی‌ترین نمونه‌های هنر بیزانسی محسوب می‌شود. موزاییک‌های رنگارنگ و دقیق با مضامین مذهبی، شامل تصاویری از مسیح، فرشتگان، حواریون و نمادهای مسیحی، در سطوح مختلف دیوارها، نیم‌گنبدها و سایر بخش‌های داخلی پراکنده شده‌اند. دو پنل موزاییکی معروف ژوستینیان و تئودورا از شناخته‌شده‌ترین آثار هنری این کلیسا هستند که رابطه‌ی قدرت دنیوی و الهی را به تصویر می‌کشند. این موزاییک‌ها، علاوه بر جنبه‌های زیبایی‌شناسی، حامل پیام‌های نمادین و سلطنت دینی هستند. استفاده از رنگ‌های نمادین مانند طلایی و آبی، بر معنای مذهبی فضا تأکید می‌کند.
نور، ساختار و تجربه فضایی
سقف گنبد با تزئینات گچ‌کاری و موزاییک روشن شده و نور طبیعی از طریق پنجره‌های بلند و باریکی که در طاق گنبدی قرار گرفته‌اند، به فضای مرکزی وارد می‌شود. ستون‌های سنگی با سرستون‌های کورینتی حکاکی‌شده، قوس‌های تو در تو و گالری‌های فوقانی، فضایی سه‌بعدی، پیچیده و پویا ایجاد کرده‌اند که تجربه‌ی حرکتی و دیداری در فضا را تقویت می‌کند. فرم هشت‌ضلعی با گنبد مرکزی، نه‌تنها سازه‌ای کارآمد، بلکه از نظر نمادین نیز به عنوان “آسمان مقدس” شناخته می‌شود. نور طبیعی، فرم و ریتم فضایی را برجسته کرده و فضا را به سوی مرکز و بالا هدایت می‌کند.
سازه و نوآوری مهندسی
یکی از مهم‌ترین نوآوری‌های این کلیسا در تلفیق فرم و عملکرد دیده می‌شود. استفاده از سیستم pendentive برای سوار کردن گنبد بر پلان چندضلعی، نوآوری سازه‌ای بزرگی بود که بعدها در معماری بیزانسی و سپس اسلامی توسعه یافت. گنبد بر پایه هشت‌ضلعی مرکزی قرار دارد و بار آن از طریق قوس‌های قطری و ستون‌های جانبی به پایه‌ها منتقل می‌شود. دیوارهای ضخیم بیرونی و ستون‌های داخلی، نقش باربر ایفا می‌کنند و پایداری افقی و عمودی بنا را تضمین می‌نمایند. پایه‌ها به صورت متقارن چیده شده‌اند تا فشار گنبد را به‌طور مساوی تقسیم کنند و پایداری بنا در طول قرن‌ها، علی‌رغم آسیب‌های طبیعی، حفظ شده است.
مصالح و تکنیک‌های ساخت
بدنه اصلی کلیسا با استفاده از آجرهای محلی ساخته شده که در اقلیم شمال ایتالیا به‌وفور یافت می‌شدند. این آجرها سبک، مقاوم و نسبتاً ارزان بوده‌اند.ستون‌ها و کف کلیسا از سنگ مرمر وارداتی از نواحی مختلف امپراتوری بیزانس ساخته شده‌اند. تزئینات داخلی با استفاده از موزاییک‌های شیشه‌ای، طلایی و رنگی که از شرق به راونا آورده شده بودند، طراحی شده‌اند. تفاوت مصالح در فضای داخلی و خارجی، تضادی دیداری میان نمای ساده بیرونی و تزئینات درونی پرزرق‌وبرق ایجاد کرده است که از ویژگی‌های نمادین این بنا به‌شمار می‌رود. ساخت بنا احتمالاً با استفاده از کارگران و استادکارانی از مناطق مختلف امپراتوری صورت گرفته است. استفاده از آجرهای تخت و کشیده برای قوس‌ها و دیوارها و تکنیک‌های سنتی ملات‌گذاری، برگرفته از سنت‌های روم باستان بوده و موزاییک‌های داخلی احتمالاً توسط هنرمندانی از قسطنطنیه یا آنتاکیه اجرا شده‌اند.
ویژگی‌های آکوستیکی
مطالعات نشان داده‌اند که فضای داخلی کلیسا دارای ویژگی‌های صوتی خاصی است که به‌صورت آگاهانه در طراحی آن در نظر گرفته شده‌اند. این ویژگی‌ها سبب می‌شده که صداهای آیینی به‌صورت بازتاب‌یافته و تقویت‌شده در فضای مرکزی پیچیده شوند و تجربه‌ای روحانی و متفاوت از صدا برای شرکت‌کنندگان در مراسم ایجاد گردد